# هيدي غاردنر
هيدي غاردنر (بالإنجليزية: Heidi Gardner)‏ هي ممثلة أمريكية، ولدت في 27 يوليو 1983 في كانساس سيتي في الولايات المتحدة.

## وصلات خارجية
- هيدي غاردنر على موقع IMDb (الإنجليزية)
- هيدي غاردنر على موقع ميوزك برينز (الإنجليزية)
- هيدي غاردنر على موقع قاعدة بيانات الفيلم (الإنجليزية)